# Rhodesian ridgeback
Rhodesian ridgeback är en hundras från södra Afrika. Rasen anses vara besläktad med braquehundarna och har ursprungligen använts till storviltsjakt på lejon. Rasen främsta karaktärsdrag är den så kallade ridgen, en hårkam längs manken där pälsen växer mothårs. Rhodesian ridgeback hör till populäraste hundraserna i flera länder.

## Historia
Aveln började i Kapkolonin i Sydafrika, och den ursprungliga rasstandarden skrevs 1922 av F. R. Barnes i Bulawayo, Sydrhodesia (nuvarande Zimbabwe) och baserades på dalmatinerstandarden. Rasen erkändes av den sydafrikanska kennelklubben Kennel Union of Southern Africa 1926.
Framavlad ur de gamla ridgeback-raserna Steek (prickig) och Vuilbaard (smutsigt skägg) så har den nuvarande afrikanska ridgebacken mycket kvar av de gamlas sätt. Men kanske intressantast av allt, ridgebacken bär fortfarande den unika hårsträngen på ryggen, ett arv från khoikhoiernas schenzihundar som man avlade med bl.a. grand danois, pointer och blodhundar för att få fram Steek och Vuilbaarden.

## Egenskaper
Rasen räknas som jakthund och i ursprungslandet sägs den ha använts förr vid lejonjakt genom att flera hundar ställde lejonet till dess att jägaren fick skott på det.
Den huvudsakliga användningen av rasen i Sverige idag är som sällskapshund och vakthund. Många används också inom jakt och de är duktiga spårhundar. Vissa hundar tränas i löpgrenar som exempelvis lure coursing då de är mycket smidiga och uthålliga. Denna hundras är oftast bra till större familjer, eftersom den vill vakta mycket. Den har bra uthållighet och fastnar för en människa i familjen som den lyder mest.
Rhodesian ridgebacken är den enda hund som är framavlad speciellt för bushmarkerna i Afrika.

## Utseende
Den är ovanligt muskulös och substansfull men ändå ett atletiskt och smidigt djur med en ljus till mörk vetefärgad päls som smälter in i vegetationen utan att synas, med en framtoning likt ett lejon. Detta kamouflage gör att man lätt tappar ridgebacken ur sikte just i det höga gräset på savannen.
Rasstandarden tillåter två typer av pigment hos rhodesian ridgebacken. Den svartnosade och den levernosade. Den svarta färgen är dominerande gentemot leverpigmentet så ifall endera av föräldrarna bär på gener för svartnos och den andra föräldern bär gener för levernos är det vanligaste att valparna föds som svartnosar men de bär ändå på levernosgener.